# Astakos
Astakos (Grieks: Αστακός) is een deelgemeente (dimotiki enotita) van de fusiegemeente (dimos) Xiromero, in de Griekse bestuurlijke regio (periferia) West-Griekenland.
Astakos - Grieks voor 'kreeft' - ligt aan de oostkust van de Ionische Zee. De plaats was in de tijd van het Byzantijnse Rijk bekend onder de naam Dragamesti.

## Indeling
- Agrampela
- Astakos (Astakos, Valti)
- Bampini
- Karaiskakis
- Machaira
- Chrysovitsa
- Palaiomanina
- Prodromos
- Skourtou
- Strongylovouni (Strongylovouni, Manina Vlizianon)
- Vasilopoulo
- Vliziana